# 佐々木経方
佐々木 経方（ささき つねかた、生没年未詳）は、平安時代末期の武将。通説では宇多源氏、佐々木氏の一族であり、宇多天皇の子孫。

## 概要
近江国の宇多源氏の源（佐々木）義経の長男。文献によっては源高信の子とされる。子に爲俊、行範、定道、行実、家行など。
通称は源二太夫・源次太夫。官位は近江守、従五位下兵庫助。『尊卑分脈』のうち前田家所蔵本と内閣文庫本には経方がはじめて佐々木荘小脇楯に住んだとあり、佐々木荘下司と佐々木宮神主に就いたとある。